# Zapp (banda)
Zapp (también conocidos como Zapp Band o Zapp & Roger) es una banda de música funk estadounidense que surgió en Cincinnati, Ohio, Estados Unidos en el año 1977. Particularmente influyente en el subgénero electro del funk, Zapp sirvió como inspiración parcial para la creación del sonido G-funk del hip hop popular de la Costa Oeste de los Estados Unidos a comienzos de mediados de los 90's, con muchas de sus canciones utilizadas por numerosos artistas de hip hop. La lineación original consistía de cuatro hermanos Roger Troutman, Larry Troutman, Lester Troutman y Terry Troutman así como de otros integrantes que no eran familia, Bobby Glover, Gregory Jackson,  Sherman Fleetwood, Jerome Derrickson, Eddie Barber y Jannetta Boyce. El grupo recibió atención a comienzos de la década de 1980 por implementar el uso intensivo del talk box el cual se convirtió en su característica más conocida. Zapp trabajó de cerca con los miembros George Clinton y Bootsy Collins de la banda Parliament-Funkadelic durante sus primeras etapas, su apoyo es un factor para que el grupo ganará un contrato discográfico con Warner Bros. Records en 1979. Zapp publicó su álbum debut homónimo en 1980, teniendo un sonido que recuerda a P-Funk como resultado de la entrada de Clinton y Collins en la producción. Zapp logró la mayor parte de su reconocimiento principal del sencillo «More Bounce to the Ounce» del mismo álbum, ahora ampliamente considera como un ejemplo clásico del funk electrónico de comienzos de la década de 1980. El siguiente año, en 1981, Clinton dejó de trabajar con la banda después de una disputa de grabación sobre el debut en solitario de Roger Troutman. Zapp continuó produciendo varios álbumes más adelante, publicando Zapp II en 1982. El estilo musical del álbum cambió drásticamente a su primer lanzamiento. A pesar de esto, el álbum tuvo buenas ventas, y fue certificado Oro a finales de 1982.
Zapp se separó en 1999 después de que los integrantes Roger y Larry Troutman fueran asesinados en un asesinato-suicidio, que fue llevado a cabo aparentemente por Larry. Roger tuvo varios disparos antes de fallecer en el hospital durante cirugía. El cuerpo de Larry fue encontrado cerca a su vehículo con una sola herida de bala en la cabeza. El motivo detrás del ataque de Larry es incierto, pero existen especulaciones de que fueron por problemas de dinero, disgustando a Larry por la falta de interés de Roger así como el porqué lo despidió como su mánager. Zapp regresó brevemente en 2003 con los hermanos restantes de la familia Troutman como los nuevos integrantes para producir el álbum Zapp VI: Back By Popular Demand.

## Discografía
- 1980: Zapp
- 1982: Zapp II
- 1983: Zapp III
- 1985: The New Zapp IV U
- 1989: Zapp Vibe
- 2001: Zapp VI: Back by Popular Demand